# The Confession (film 1998)
The Confession è un film thriller del 1998 diretto da David Jones, basato sul romanzo "Fertig" di Sol Yurick.

## Trama
Roy Beckle è un avvocato difensore di New York, che non disdegna metodi poco ortodossi per vincere le sue cause, arrivando a ricattare l'assistente del Procuratore Distrettuale e ad avere una relazione con la giudice che sta presiedendo uno dei suoi processi. Viene ingaggiato da una grossa società per difendere il contabile e vice presidente, Harry Fertig, che ha ucciso tre persone, responsabili della morte del figlio Stevie per la loro negligenza in ospedale. Se riuscirà a salvare Fertig, una forte lobby cittadina ne appoggerà l'elezione a Procuratore Distrettuale. Beckle cerca di far riconoscere Fertig incapace di intendere e di volere, su indicazione del datore di lavoro di Fertig, ma la linea di difesa viene contestata dal suo cliente, ebreo praticante con forti valori umani e soprattutto religiosi. Fertig è determinato a scontare la sua condanna, fosse anche la pena di morte, per rendere giustizia alla memoria del figlio. In poco tempo Beckle, che intanto ha una breve relazione con Sarah, la moglie di Fertig, comincia a sospettare che l'interesse che la compagnia mostra nella difesa del dipendente nasconda qualche altra motivazione ed incarica il suo assistente di acquisire informazioni. Scopre così, anche con l'aiuto di un giornalista che si è venduto, che il proprietario della compagnia di Fertig, il potentissimo Jack Renoble, ha avvelenato un terreno adiacente al bacino idrico che rifornisce New York di acqua potabile, con l'intento di rendere necessario il filtraggio dell'acqua e di acquisirne l'appalto milionario. Una volta dichiarata la sua infermità mentale, Fertig diventerebbe così il capro espiatorio perfetto. Beckle mette al corrente l'ignaro Fertig di tutta la manovra e decide di aiutarlo nel farlo riconoscere colpevole. Durante la dichiarazione spontanea di fronte alla corte Fertig si lascia trasportare dal suo fervore religioso e rischia veramente di passare per pazzo, ma Beckle, con la sua arringa, riesce a far condannare il suo cliente, avvalorandone però in questo modo la testimonianza nel processo che lui stesso preannuncia contro Jack Renoble. Proprio durante la sua arringa difensiva, mirata però a veder riconoscere la responsabilità del suo assistito, Beckle pone l'accento sulla differenza fra la legge con la l minuscola "come la legge degli uomini" e quella con la l maiuscola "come la Legge di Dio", di come il sistema giudiziario si sia allontanato dalla giustizia e dai valori morali e religiosi che dovrebbe invece rappresentare e della mancanza di quei valori etici che dovrebbero essere alla base del rispetto dei suddetti fondamenti.